# Línea V7 de la Red Ortogonal de Autobuses de Barcelona
La línea V7 o Vertical 7 de Transports Metropolitans de Barcelona (TMB), es una línea de autobús de tránsito rápido en Barcelona que forma parte de las líneas verticales de la Red Ortogonal de Autobuses de Barcelona. La línea entró en servicio el 1 de octubre de 2012 sustituyendo a la línea regular 30.

## Recorrido
El recorrido de la línea V7 es desde Plaça Espanya hasta la Plaça Borràs (Sarrià), prácticamente igual al de la antigua línea regular 30.

## Características de la línea
- Longitud: 10,1 km (17 paradas)
- Número de paradas: 29 (15 a Sarrià + 14 a Pl. Espanya)
- Frecuencia: 8-10 (hora punta)
- Flota: 9 autobuses estárdars

## Horarios
| V7         | Primer servicio A: Sarrià | Primer servicio A: Pl. Espanya | Último servicio A: Sarrià | Último servicio A: Pl. Espanya |
| Laborables | 06:45                     | 07:10                          | 22:00                     | 21:30                          |
| Sábados    | 08:30                     | 08:30                          | 22:00                     | 21:30                          |
| Festivos   | 08:55                     | 08:55                          | 22:00                     | 21:30                          |

## Otros datos
| Prestación                                      | Disponibilidad en la línea |
| ----------------------------------------------- | -------------------------- |
| Adaptada a                                      | Sí                         |
| TMB iBus (tiempo de espera)                     | Sí                         |
| Información del tiempo de espera en las paradas | Sí (60% de las paradas)    |
| Pantallas informativas                          | Sí                         |
| Televisión dentro del autobús                   | Sí, Canal MouTV            |
| Línea de tránsito rápido                        | Sí                         |
| Circula en días festivos                        | Sí                         |